# Lawrence Butler
Lawrence Butler (Burlington, Nueva Jersey, 10 de julio de 2000) es un jugador profesional estadounidense de béisbol que se desempeña en la posición de jardinero derecho en Oakland Athletics, equipo de las Grandes Ligas de Béisbol (MLB).

## Carrera
Fue seleccionado en la sexta ronda en el Draft de la MLB de 2018. En 2023 hizo su debut profesional con el equipo Oakland Athletics, donde lleva jugando dos temporadas.